# Dolichowithius modicus
Dolichowithius modicus är en spindeldjursart som beskrevs av Beier 1932. Dolichowithius modicus ingår i släktet Dolichowithius och familjen Withiidae. Inga underarter finns listade i Catalogue of Life.